# Ranunculus muonioensis
Ranunculus muonioensis är en ranunkelväxtart som först beskrevs av Montell och Valta, och fick sitt nu gällande namn av S. Ericsson. Ranunculus muonioensis ingår i släktet ranunkler, och familjen ranunkelväxter. Inga underarter finns listade i Catalogue of Life.